# Tour de Montcuq
La tour de Montcuq est un monument historique situé à Montcuq dans le Lot (région Occitanie).

## Historique
L'édifice a été classé au titre des monuments historiques le 25 juillet 1904.
Édifié au XIIe siècle et au tout début du XIIIe siècle, ce donjon rectangulaire de 12 m sur 8,50 m, est flanqué d'une tourelle carrée, abritant un escalier en vis. Symbole d'autorité, il servait tout a la fois de résidence seigneuriale, de lieu de commandement,et de système défensif. Cette forteresse était la propriété des seigneurs de Montcuq, les Gourdon de Castelnau, eux-mêmes vassaux des comtes de Toulouse. Au début du XIIIe siècle, durant la croisade des Albigeois, tout le fief de Montcuq fut le théâtre de sanglants combats. Les troupes de Simon de Montfort occupèrent et pillèrent le site. A la fin de cette longue période de troubles, lors des traités de Meaux et de Paris, en 1124 et 1229, la destruction des fortifications et le comblement des fossés furent ordonnées, mais le donjon fut épargné.
C'est en 1274, que le Comté de Toulouse, et donc la seigneurie de Montcuq, fut définitivement rattaché au royaume de France. À la fin du XVe siècle, après avoir traversé toutes sortes d'épreuves : Guerre de 100 ans, épidémies, etc., Montcuq avait perdu une grande partie de son importance, de son influence dans la région, et n'était plus qu'une puissance secondaire locale.

## Description
La porte placée à la base de la tourelle constitue le seul accès au donjon. L'escalier en vis dessert quatre salles et permet de rejoindre la plateforme supérieure. Quelques marches et un ses, sorte de chicane défensive, permettent d'accéder à la première salle.
La salle 1, ou "salle basse", est couverte d'une voûte en berceau plein cintre. Dans l'épaisseur des murs (qui avoisine les deux mètres) ; sont percées deux meurtrières qui l'éclairent faiblement. Dans, son centre le rocher affleure le sol. Des corbeaux, visibles sur les quatre murs, soutenaient le plancher d'une salle intermédiaire, obscure, accessible uniquement par une trappe.
La salle 2 possède une cheminée et deux fenêtres étroites, logées dans des embrasures plein cintre. C'est dans cette salle, mieux éclairée, qu'avaient lieu les réceptions. Le seigneur y rendait la justice et y donnait ses audiences. Elle était équipée de latrines dont il ne reste plus que le couloir d'accès, de forme coudée, aménagé dans l'épaisseur du mur.
La salle 3 était, elle aussi, chauffée par le foyer d'une cheminée; elle est éclairée par deux fenêtres à larges embrasures dans lesquelles sont bâties deux banquettes en pierre ou "coussièges". Cette pièce et celle du dessus constituaient les appartements privés du seigneur.
La salle 4 est voutée et cette voute supporte la plate forme du donjon. C'est une voute en berceau plein cintre. Les embrasures des trois fenêtres sont elles aussi dans le même style. La présence de corbeaux sur les murs indique qu'une pièce, aveugle, sur plancher, accessible par trappe, y était aménagée.
Ce donjon possède toutes les caractéristiques de l'Art Roman.
Depuis la plate forme supérieure, on a une vue exceptionnelle sur le paysage et sur les toits de la partie médiévale du village, on constate que l'habitat y était organisé en zones concentriques autour du point central constitué par le donjon. On peut aisément mesurer l'importance stratégique de cette "place forte" depuis laquelle on pouvait surveiller et contrôler tous les chemins de vallées et de crêtes. La vallée de la petite Barguelonne était déjà, au Moyen Âge, un important axe de communication et de commerce, entre le Quercy et l'Agenais. Les chemins conduisant vers plusieurs lieux de pèlerinage : Saint Jacques de Compostelle, Rocamadour, Conques, Moissac, passaient par cette vallée.